# 達維斯 (伊利諾伊州)
達維斯（英語：Davis）是位於美國伊利諾伊州斯蒂芬森縣的一個村落。

## 地理
達維斯的座標為42°25′16″N 89°24′53″W / 42.42111°N 89.41472°W，而該地最高點為海拔高度271米（即889英尺）。

## 人口
根據2010年美國人口普查的數據，達維斯的面積為1.11平方千米，當中陸地面積為1.11平方千米，而水域面積為0.00平方千米。當地共有人口677人，而人口密度為每平方千米609人。